# Hoplitis hyperplastica
Hoplitis hyperplastica là một loài Hymenoptera trong họ Megachilidae. Loài này được Morawitz mô tả khoa học năm 1894.